# Cyril Abiteboul
Cyril Abiteboul, född 14 oktober 1977, är en fransk ingenjör som var senast VD för biltillverkaren Renaults motorsportavdelning samt stallchef för deras Formel 1-stall Alpine F1.
Han avlade en kandidatexamen i multidisciplinär tvärvetenskap inom ingenjörsvetenskapen vid École nationale supérieure d'électrochimie et d'électrométallurgie de Grenoble (Enseeg). Efter studierna började han 2001 arbeta för Renault, där han alternerade mellan Renaults huvudkontor i Boulogne-Billancourt i Frankrike och F1-stallet i Enstone i England i Storbritannien. 2007 blev han utsedd till att leda affärsutvecklingen inom F1-stallet. 2010 blev Abiteboul befordrad till att vara stallchef men bara ett år senare meddelade Renault att man ville centralisera sin motorsportavdelning till där deras motortillverkare var så Abiteboul blev skickad till Viry-Châtillon, för att leda avdelningen därifrån. 2012 lämnade han Renault och blev stallchef för Caterham F1 Team. Två år senare, när Catherhams ägare Tony Fernandes sålde stallet, återvände Abiteboul till Renault och var initiativtagaren till att Renault åter anslöt sig till F1 som ett fabriksstall 2016, när de köpte Lotus F1 Team för endast ett brittiskt pund. I september 2020 meddelade Renault att Renaults F1-stall, från och med 2021, kommer vara Alpine F1 och det skulle fortsättas leda av Abiteboul. Den 11 januari 2021 blev det dock offentligt att Abiteboul hade lämnat både Renault och Alpine med omedelbar verkan.